# Députation provinciale de Badajoz
La députation provinciale de Badajoz, dont le siège est situé à Badajoz, est l'organe institutionnel propre à la province de Badajoz assurant les différentes fonctions administratives et exécutives de la province.
Elle comprend l'ensemble des communes de la province et est chargée d'aider les communes à coordonner l'action municipale et à participer au financement de la construction d'ouvrages publics.

## Histoire
La députation est créée en 1833 comme conséquence de la division provinciale de 1833, réalisée par Javier de Burgos.

## Organisation

### Sièges par mandature
| PCE        |       |    | 1  |    |    |    |    |    |    |    |    |    |    |  |  |  |
| UCD        |       | 16 |    |    |    |    |    |    |    |    |    |    |    |  |  |  |
| CDS        |       |    |    | 3  |    |    |    |    |    |    |    |    |    |  |  |  |
| AP         |       |    | 7  | 5  |    |    |    |    |    |    |    |    |    |  |  |  |
| IU         |       |    |    | 1  |    | 2  |    |    |    |    |    |    |    |  |  |  |
| PSOE       |       | 11 | 19 | 18 | 21 | 15 | 16 | 16 | 17 | 16 | 17 | 20 | 16 |  |  |  |
| PP         |       |    |    |    | 6  | 10 | 11 | 11 | 10 | 11 | 10 | 6  | 11 |  |  |  |
| Ciudadanos |       |    |    |    |    |    |    |    |    |    |    | 1  |    |  |  |  |
|            |       |    |    |    |    |    |    |    |    |    |    |    |    |  |  |  |
| Total      | Total | 27 | 27 | 27 | 27 | 27 | 27 | 27 | 27 | 27 | 27 | 27 | 27 |  |  |  |

## Liste des présidents
| Président | Président                     | Début      | Fin         | Parti |
| --------- | ----------------------------- | ---------- | ----------- | ----- |
|           | Luciano Pérez de Acevedo      | 26/04/1979 | 03/06/1983  | UCD   |
|           | León Romero                   | 06/06/1983 | 27/07/1987  | PSOE  |
|           | Ramón Ropero                  | 27/07/1987 | 04/07/1989  | PSOE  |
|           | Ramón Rocha                   | 04/07/1989 | 10/07/1995  | PSOE  |
|           | Eduardo de Orduña             | 13/07/1995 | 19/07/1999  | PSOE  |
|           | Juan María Vázquez García     | 19/07/1999 | 02/07/2007  | PSOE  |
|           | Valentín Cortés Cabanillas    | 12/07/2007 | 14/07/2015  | PSOE  |
|           | Miguel Ángel Gallardo Miranda | 18/07/2015 | 30/05/2025  | PSOE  |
|           | Raquel del Puerto             | 07/06/2025 | en fonction | PSOE  |